# فجوة المنصات

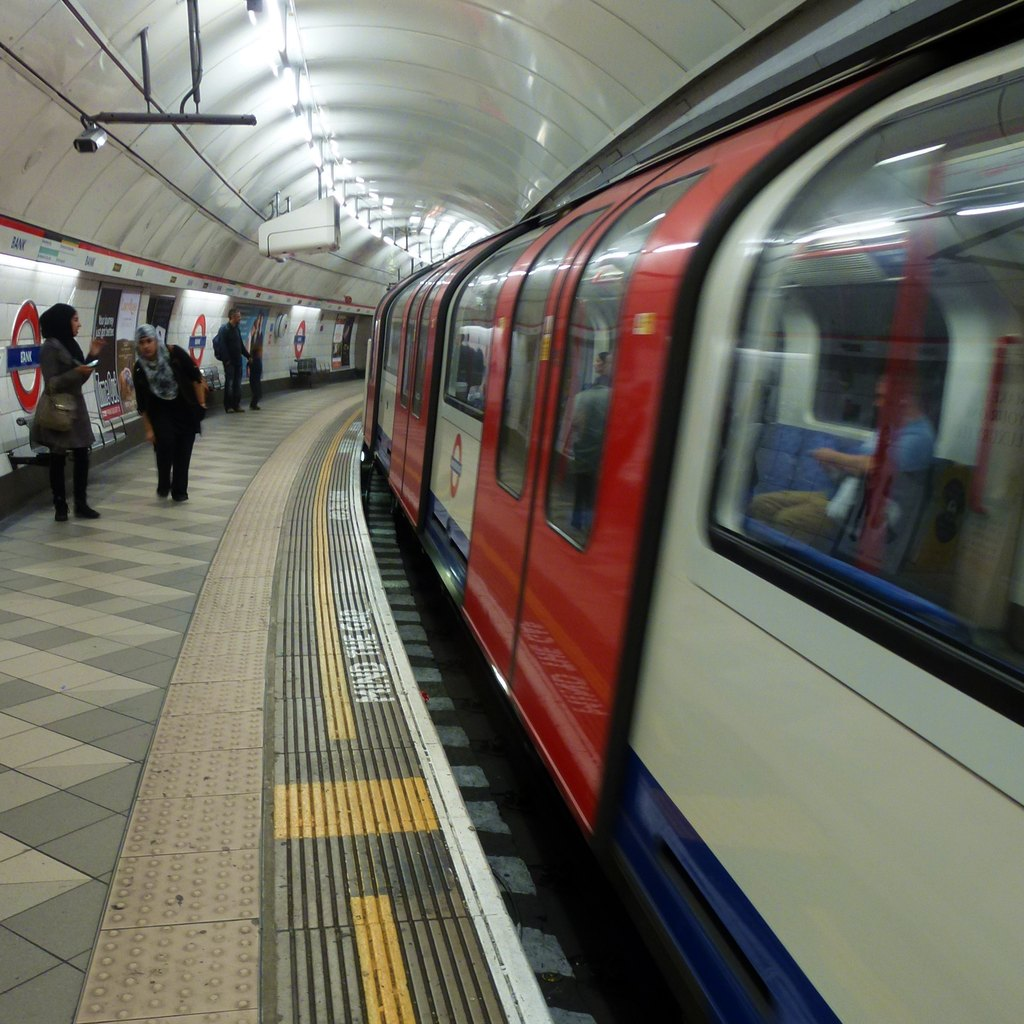
رصيف الخط المركزي في محطة مترو بنك بلندن يظهر فيه خط الفجوة بين القطار وحافة المنصة (محددة بخط أبيض متصل).

فجوة المنصات (المعروفة أيضًا من الناحية الفنية باسم واجهة قطار المنصة أو بيه تي آي في بعض البلدان) هي المساحة بين عربة القطار (أو أي مركبة نقل جماعي أخرى) وحافة منصة المحطة والتي غالبًا ما تنشئها القيود الهندسية أو الإرث التاريخي أو استخدام المعدات المتوافقة جزئيًا.
تستخدم العديد من أنظمة النقل السريع بالحافلات (بي آر تي) عالية الجودة أرصفةً مرتفعةً في محطات التوقف مما يسمح بالصعود والنزول بسرعة وكفاءة ولكن قد يترك فجواتٍ خطرة بين الأرصفة والحافلات. وتساعد أنظمة ضبط المحاذاة مثل أرصفة كاسل على تقليل فجوات الأرصفة دون الحاجة إلى ضبط يدوي يستغرق وقتًا طويلاً عند كل محطة توقف في نظام النقل السريع بالحافلات.

## التعريف والقياس
فجوة المنصة لها قياسان مكونان:
- عمودي (الفرق بين ارتفاع المنصة وارتفاع أرضية القطار)
- أفقي (المسافة من حافة المنصة إلى درجة القطار)[2]

## منصات مستقيمة
يجب أن تكون المنصة المثالية مستقيمة ومتوافقة تمامًا مع قطار أو أي مركبة كبيرة أخرى. حتى في هذه الحالة يلزم وجود فجوة صغيرة بين وسائل النقل والمنصة للسماح للمركبات بالتحرك بحرية دون احتكاك بحافة المنصة. في عام 2007 اعتبرت سكة حديد لونغ آيلاند منصة 8-بوصة (20 سـم) فجوة المنصة كما هو الحال في منصاتها غير المنحنية. :12

## المنصات المنحنية

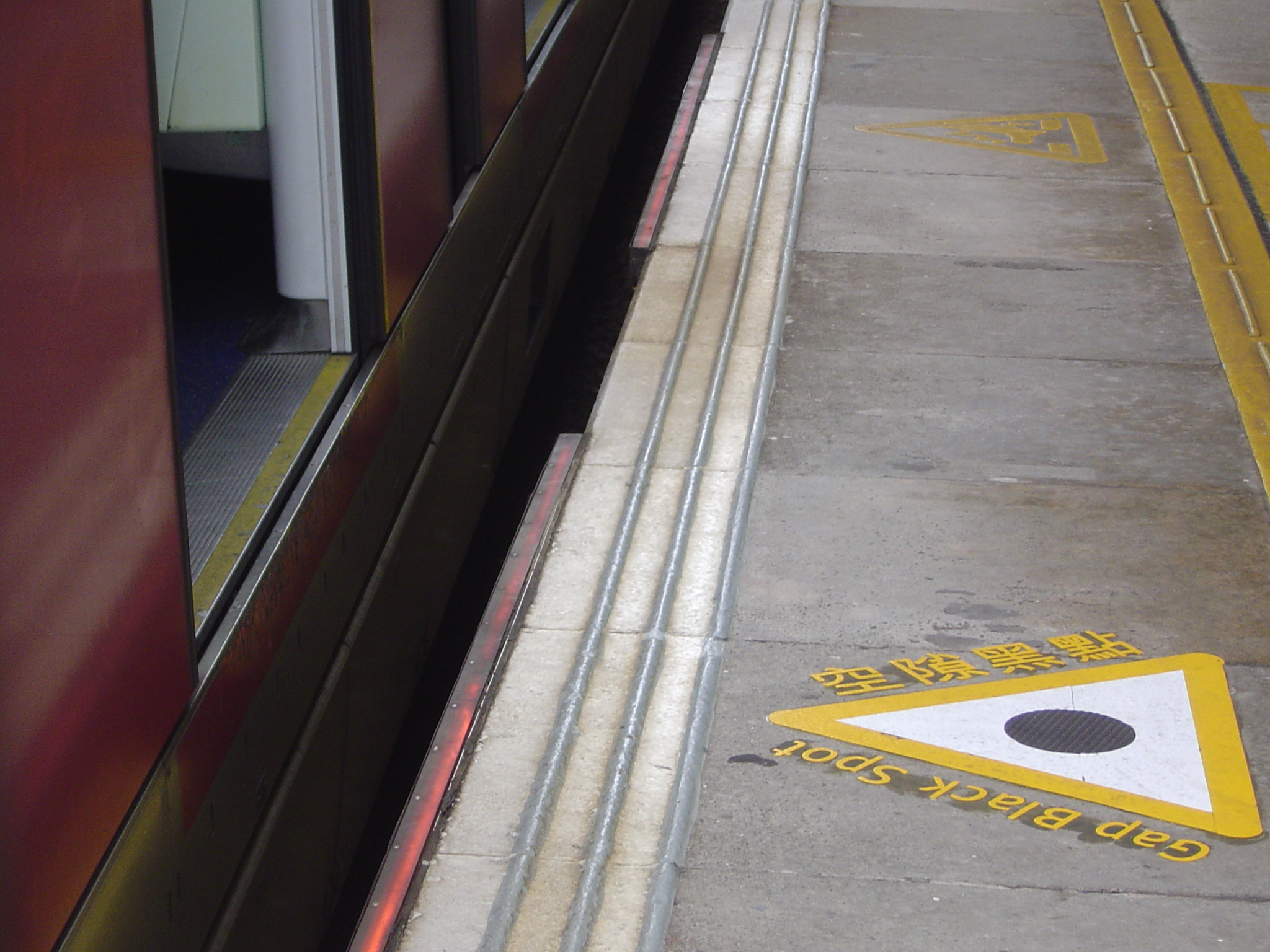
فجوة كبيرة بين الرصيفين الرأسي والأفقي في محطة الجامعة على نظام مترو الأنفاق في هونج كونج

في الواقع غالبًا ما تُقيّد المحطات بمساحاتها المحدودة وتصميماتها القديمة وهندسة مساراتها أو تخطيط الطرق. قد تضطر المحطات إلى استخدام تصميم وسطي مع رصيف منحني يسمح للمركبة أو القطار بالوصول والمغادرة دون أي تداخل ميكانيكي ولكنه يترك فجوات أفقية وربما رأسية لا مفر منها بين العربات وحافة الرصيف. تنشأ هذه المساحات بسبب الفجوة الهندسية بين منحنى (قوس دائري أو غيره) والوتر المستقيم أو المماس الذي تُشكّله عربة قطار أو حافلة بالقرب من الرصيف. هذه الأنواع من الفجوات جوهرية هندسيًا ولا يمكن إزالتها طالما أن الرصيف يقع على جزء منحني أو مائل من السكة أو مسار التوجيه.
عندما تكون أبواب عربات الركاب موجودة فقط في نهايات كل عربة (وهو تصميم شائع في قطارات الركاب وقطارات المسافات الطويلة) يُفضل الوصول إلى الرصيف من رصيف مقعر لأنه يجعل نهايات العربات أقرب ما يمكن إلى حافة الرصيف. وعلى النقيض من ذلك فإن الرصيف المحدب يترك أكبر فجوات ممكنة بين نهايات العربات وحافة الرصيف مما يجعل هذا التصميم غير مرغوب فيه وعلى هذا فهو نادرًا ما يُطبق.
من الأمثلة على الأرصفة المصممة للوصول من الجانب المقعر محطة لانسداون في بوسطن حيث توجد أرصفة جانبية لكلا الاتجاهين ذهابًا وإيابًا لتقليل فجوات الأرصفة أمام قطارات الركاب على خط فرامينغهام/وورسيستر. كما توجد فجوات مقعرة ومحدبة في العديد من محطات مترو الأنفاق في هونغ كونغ وخاصةً على خط إيست ريل الذي بُني على خط سكة حديد كاولون-كانتون التاريخي.

## حشوات الفجوات

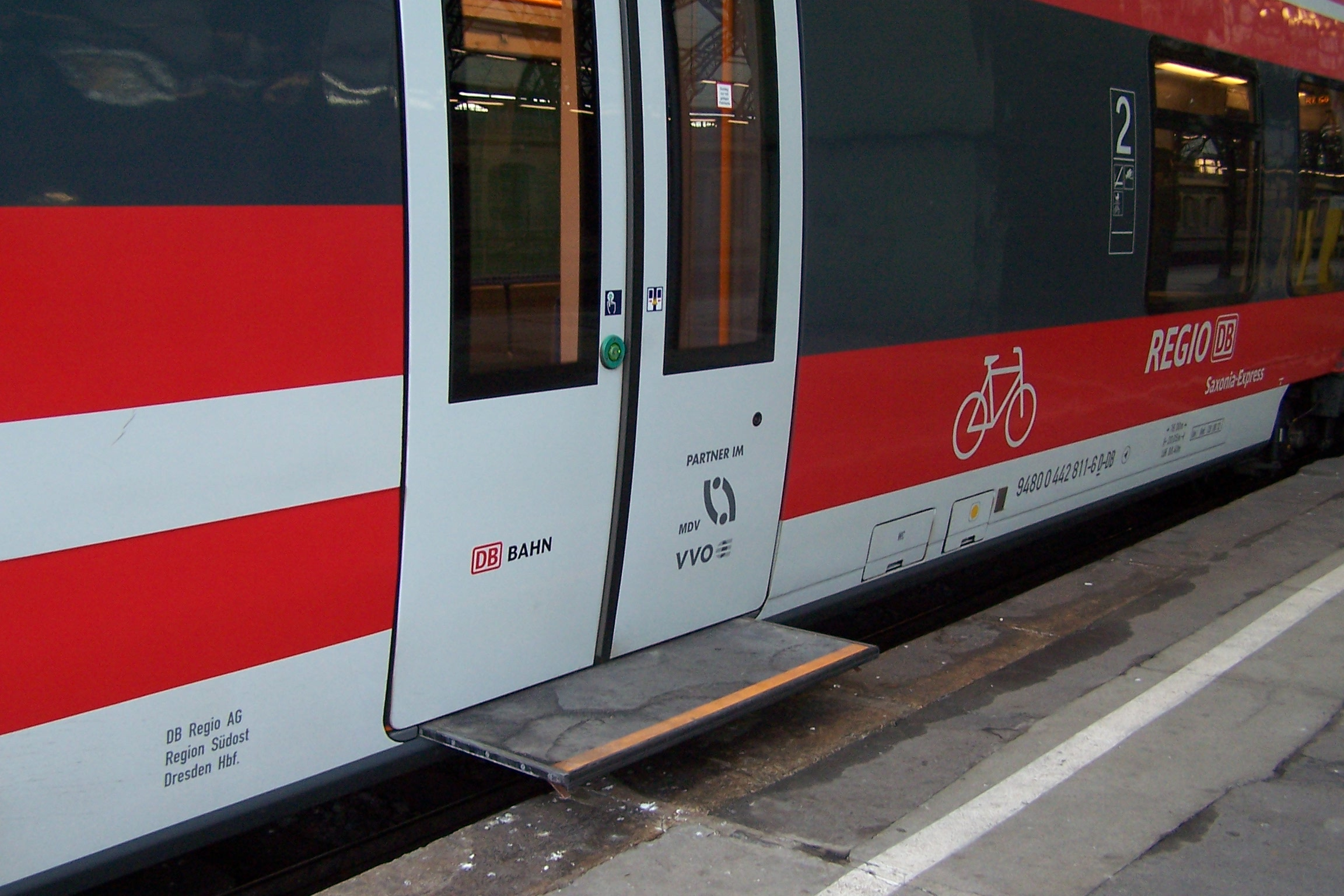
يحتوي هذا القطار الإقليمي الألماني (فئة دي بي 442) على حشوات فجوات مثبتة على الباب

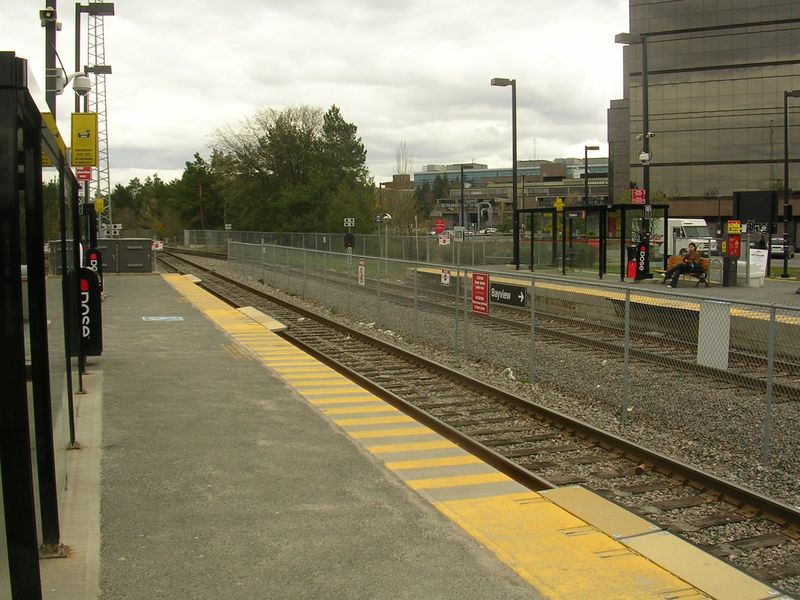
محطة كارلتون على خط قطار أوه-ترين رقم 2 (أوتاوا بكندا). لاحظ وجود فجوات عند العلامات الصفراء المتواصلة.

يمكن استخدام ملحقات ميكانيكية لحواف المنصة تُعرف باسم "مُملئات فجوات المنصة" لسد الفجوة بين المنصة والمركبة. تتطلب هذه الملحقات محاذاة دقيقة للمركبة عند الوصول ومزامنة دقيقة لتجنب الأضرار الجسيمة التي قد تنجم عن مغادرة المركبة قبل سحب الموسعات بالكامل. كما أنها تزيد من مدة بقاء المركبة في المحطة وتُثير مخاوف تتعلق بالسلامة والصيانة.
كبديل يُمكن تركيب حشوات الفجوات على القطار وربطها بآلية تشغيل الباب. قد توجد هذه الحشوات في مجموعات القطارات الحديثة مثل إصدارات مختلفة من قطارات ستادلر جي تي دبليو.  وفئة السكك الحديدية البريطانية 555 لمترو تاين ووير. تُغني حشوات الفجوات المُثبتة على القطار عن الحاجة إلى ضبط دقيق للمسار ولأن السائق لا يتلقى إشارة إغلاق الأبواب إلا عند سحب الحشوات بالكامل فلا يتطلب ذلك أي مزامنة خاصة عند المغادرة. ويسمح نقل جميع المكونات النشطة للنظام إلى القطار بدلاً من الرصيف بإجراء الصيانة في ورشة الصيانة بدلاً من الموقع.

### ألمانيا
تحتوي العديد من القطارات الإقليمية في ألمانيا على حشوات فجوات في المنصة مثل بومباردييه تالنت 2. أصبحت أكثر شيوعًا في شبكات مترو الأنفاق كما يتضح من قطار نورمبرج يو-باهن الذي لا يحتوي على الجيل الأول من فئة فاغ دي تي1 في سبعينيات القرن العشرين ولكن فئة فاغ دي تي3 في العقدين الأول والثاني من القرن الحادي والعشرين وفئة فاغ جي1 في العقد الثاني من القرن الحادي والعشرين تأتي مجهزة بحشوات فجوات أوتوماتيكية.
في مترو أنفاق برلين الذي يحتوي على مقياسين مختلفين للتحميل (كلاينبروفيل على يو1-يو4 و جغوسغوفيل على يو5-يو9) رُبط ما يسمى بألواح الزهور ("بلومنبريتر") التي تعمل على جسر فجوة المنصة بقطارات كلاينبروفيل التي كانت تعمل على خطوط جغوسغوفيل في أوقات مختلفة من نقص المخزون المتداول.

### هونغ كونغ

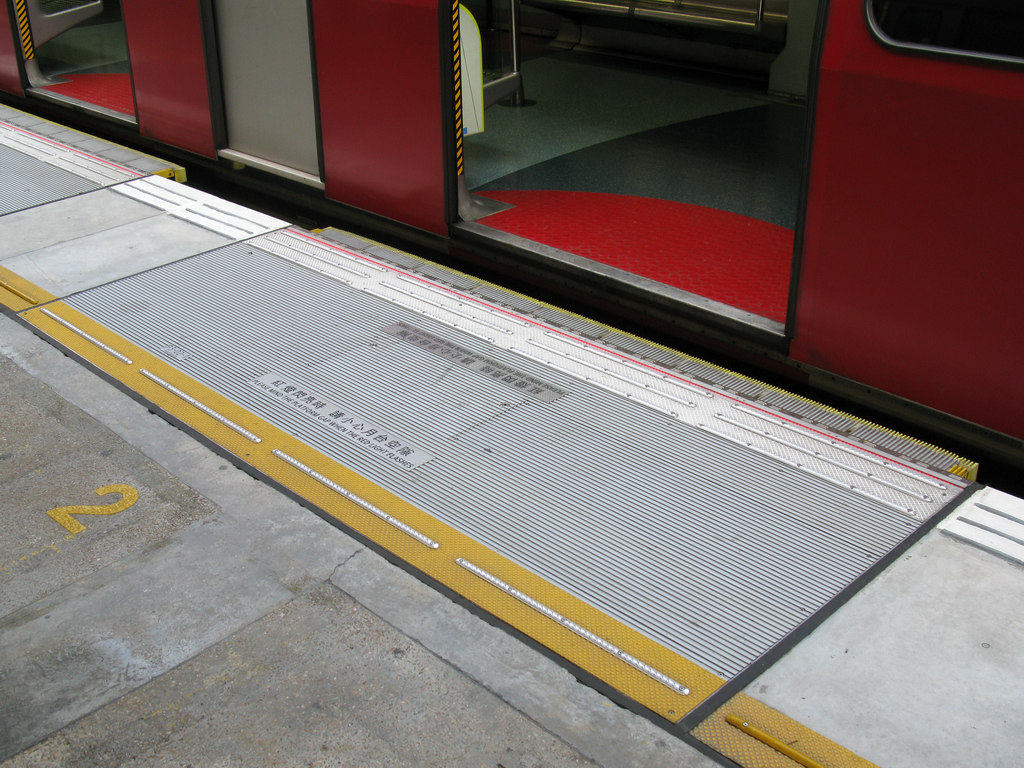
تجربة حشوات فجوات الرصيف في الرصيف رقم 3 بمحطة لو وو في هونج كونج عام 2009

قاموا بتجربة حشوات فجوات الأرصفة على أرصفة محطة لو وو على خط السكك الحديدية الشرقية عام 2009 نظرًا لصعوبة تركيب أبواب شاشات الأرصفة على الطبيعة المنحنية للأرصفة. وكان من المقرر تركيبها في محطات أخرى على طول الخط مع ترقيات الإشارات. ومع ذلك خلال فترة التجربة وجدت أم تي آر أن الوقت المستغرق لتوسيع حشوة الفجوات بالكامل استغرق 15-20 ثانية مما أدى إلى زيادة كبيرة في أوقات توقف القطارات. وتقرر أنها غير مناسبة للخدمة. وبعد انتهاء فترة التجربة في أكتوبر 2009 لم تُستخدم حشوات فجوات الأرصفة حتى أزالوها نهائيًا أثناء عملية صيانة تقوية الأرصفة. كما تخلو عن خطط تركيبها في محطات أخرى على خط السكك الحديدية الشرقية.

### اليابان
تحتوي بعض محطات السكك الحديدية اليابانية على حشوات فجوات في الأرصفة والتي تُعرف باسم خطوات متحركة (可動ステップ kadō steppu). ويُستخدم أكثر من 200 حشوة في مترو أنفاق طوكيو .  بالإضافة إلى ذلك، يوجد برنامج لتحديث أبواب الأرصفة لزيادة السلامة في خطوط مترو أنفاق طوكيو. 

### سنغافورة
التزمت سنغافورة بتجهيز قطاراتها الأحدث بوسائل ملء الفراغات للحد من حوادث فجوات الأرصفة في محطاتها المزدحمة. تُستخدم وسائل ملء فجوات الأرصفة في نظام النقل السريع الجماعي في سنغافورة وتحديدًا خط مترو الأنفاق الشمالي الجنوبي وخط مترو الأنفاق الشرقي الغربي. ومن المخطط أيضًا تركيب وسائل ملء فجوات الأرصفة في القطارات على خط مترو الأنفاق الشمالي الشرقي وخط مترو الأنفاق الدائري؛ لأن القطارات الأحدث يمكن تجهيزها بوسائل ملء فجوات.

### تايلاند

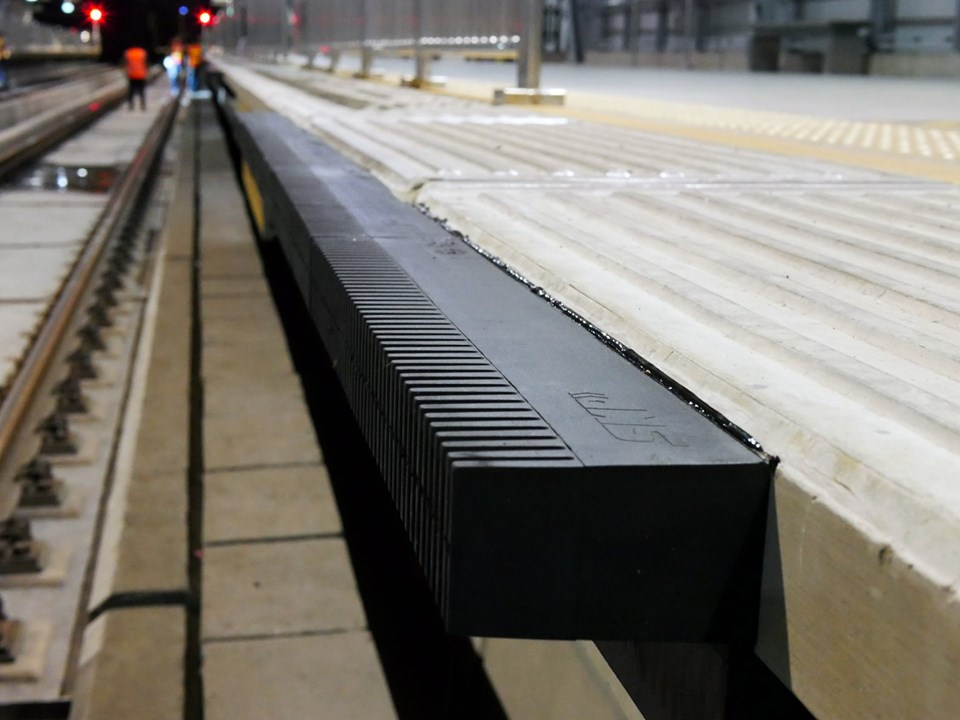
سد فجوة المنصة في خط سكة حديد المطار بتايلاند

قامت شركة ربط قطارات المطار بتركيب حشوات فجوات في جميع المحطات الثماني في 12 يوليو 2019 لتعزيز سلامة وراحة الركاب. تعمل هذه الحشوات على سد الفجوة بين أبواب القطارات والأرصفة مما يوفر تجربة أكثر أمانًا للركاب. ويربط النظام المطار بمركز المدينة حيث تُصنع حشوات فجوات الأرصفة من المطاط الطبيعي المحلي مما يدعم الإنتاج المحلي ويضمن جودة عالية.

### المملكة المتحدة
مع تقديم مترو الأنفاق الجديد في لندن تأمل هيئة النقل في لندن في تقديم حشوات للفجوات بين المنصات على خطوط بيكرلو وسنترال وبيكاديللي (التي حددت 14 منصة منها للتثبيت) في المنصات المنحنية مثل بنك حيث يمكن أن تتجاوز الفجوة بين القطار والمنصة 1 قدم (30.5 سـم).

### الولايات المتحدة

#### مترو أنفاق مدينة نيويورك

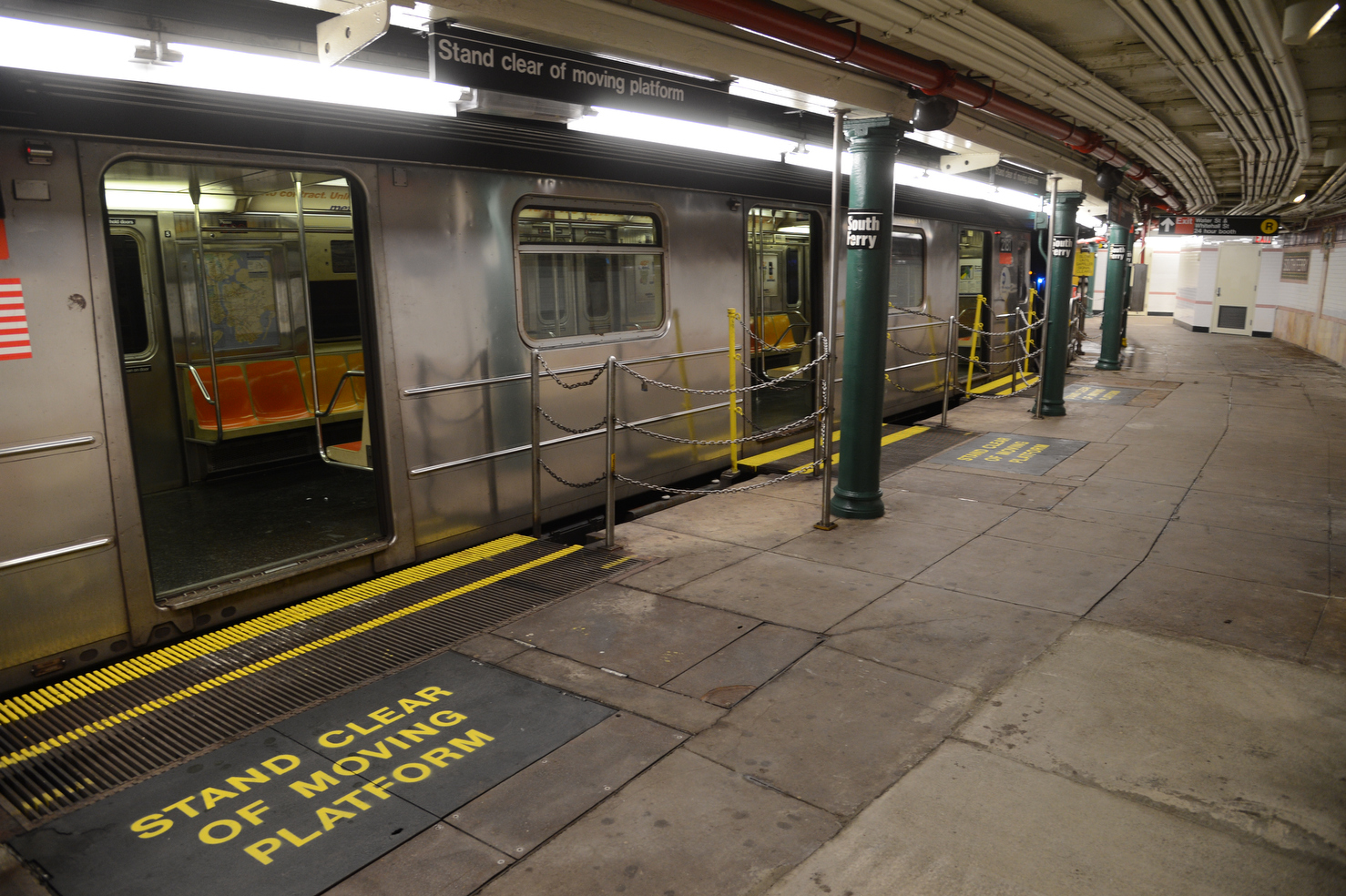
محطة العبارات الجنوبية مع حشوات الفجوات الممتدة إلى قطار واحد كما أعيد افتتاحها في 4 أبريل 2013.

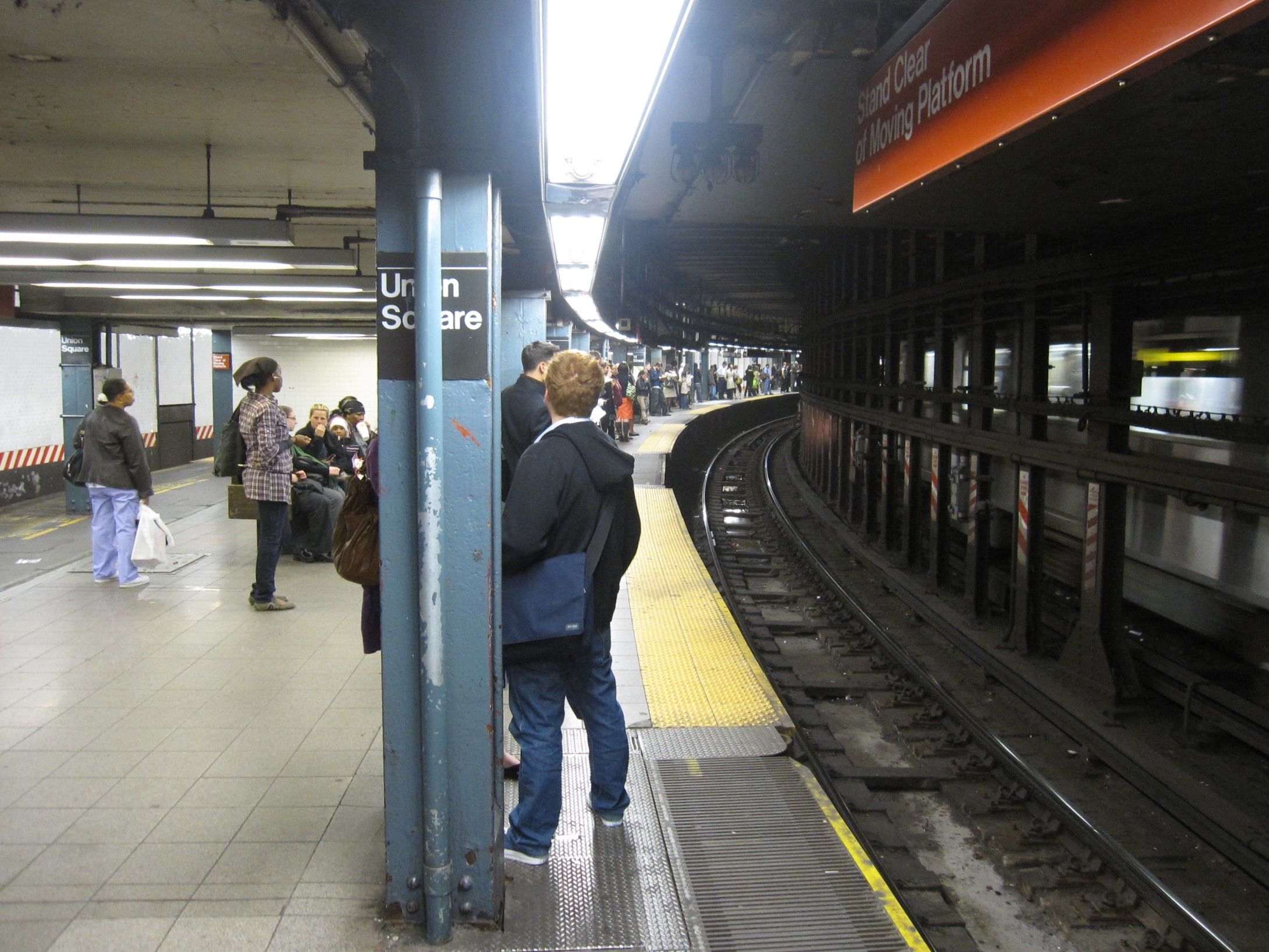
خط قطارات وسط المدينة السريع عند شارع ١٤ - ساحة الاتحاد. يظهر في أسفل الصورة حشو فجوات مُنسحب على طول حافة الرصيف مع وجود حشوات فجوات إضافية مرئية في الأفق.

صُنعت أولى عربات شركة إنتربورو للنقل السريع ببابين فقط على كل جانب عند أطراف العربة مصطفةً مع الأرصفة المنحنية لتجنب أي فجوة واسعة بين القطار والرصيف. وعندما عدّلت شركة النقل السريع بين العربات عرباتها الحالية وطلبت عربات جديدة بباب أوسط برزت الحاجة إلى حشوات للفجوات لأن الباب الأوسط لم يكن قريبًا من الرصيف. بعد أن اشترت مدينة نيويورك شركة النقل السريع بين العربات عام 1940 أصبحت أبواب العربات الجديدة (بدءًا من آر12) بعيدة عن أطراف هيكل العربة مما تطلب أيضًا استخدام حشوات للفجوات في بعض المحطات.

##### المحطات المجهزة
محطات آي آر تي مع حشوات الفجوات هي:
- ساوث فيري الحلقة الخارجية.[13] أُغلقت المحطة في 16 مارس 2009 واستُبدلت بمحطة جديدة لا تتطلب حشوات فجوات. بعد تضرر المحطة الجديدة بسبب الفيضانات خلال إعصار ساندي أُعيد تشغيل محطة الحلقة الأصلية كمحطة نهائية مؤقتة في 4 أبريل 2013. وأُعيد افتتاح المحطة الجديدة بعد إصلاحها في 27 يونيو 2017.
- جسر بروكلين - مبنى البلدية (خط IRT ليكسينغتون أفينيو) كان مزودًا في الأصل بوسائل سد الفجوات على أرصفة القطار السريع. أُلغيت هذه الوسائل عند توسيع المحطة شمالًا. لا تزال هذه الوسائل قائمة ويمكن رؤيتها جنوب الأرصفة الحالية مباشرةً.[14]
- شارع ١٤ - ميدان الاتحاد (خط IRT ليكسينغتون أفينيو) مزود بوسائل سد فجوات على كلا المسارين في رصيف وسط المدينة.[15] ربما وُجدت وسائل سد فجوات على رصيف أبتاون إكسبريس. ركب تصميم جديد لوسائل سد الفجوات عام 2004 لتوفير إمكانية الوصول للصيانة من الرصيف بدلاً من وقوف الطواقم على مستوى المسار.
- كانت هناك فجوات في مسارات المكوك 1 و 3 في تايمز سكوير (مكوك آي آر تي 42nd ستريت). ركبوها أسفل المنصة بدلاً من تركيبها عليها لذلك لم تكن متاحة للأشخاص ذوي الإعاقة.[16] أزيلت في عام 2021 عندما أعيد بناء المحطة.

#### هيئة النقل في ولاية يوتا

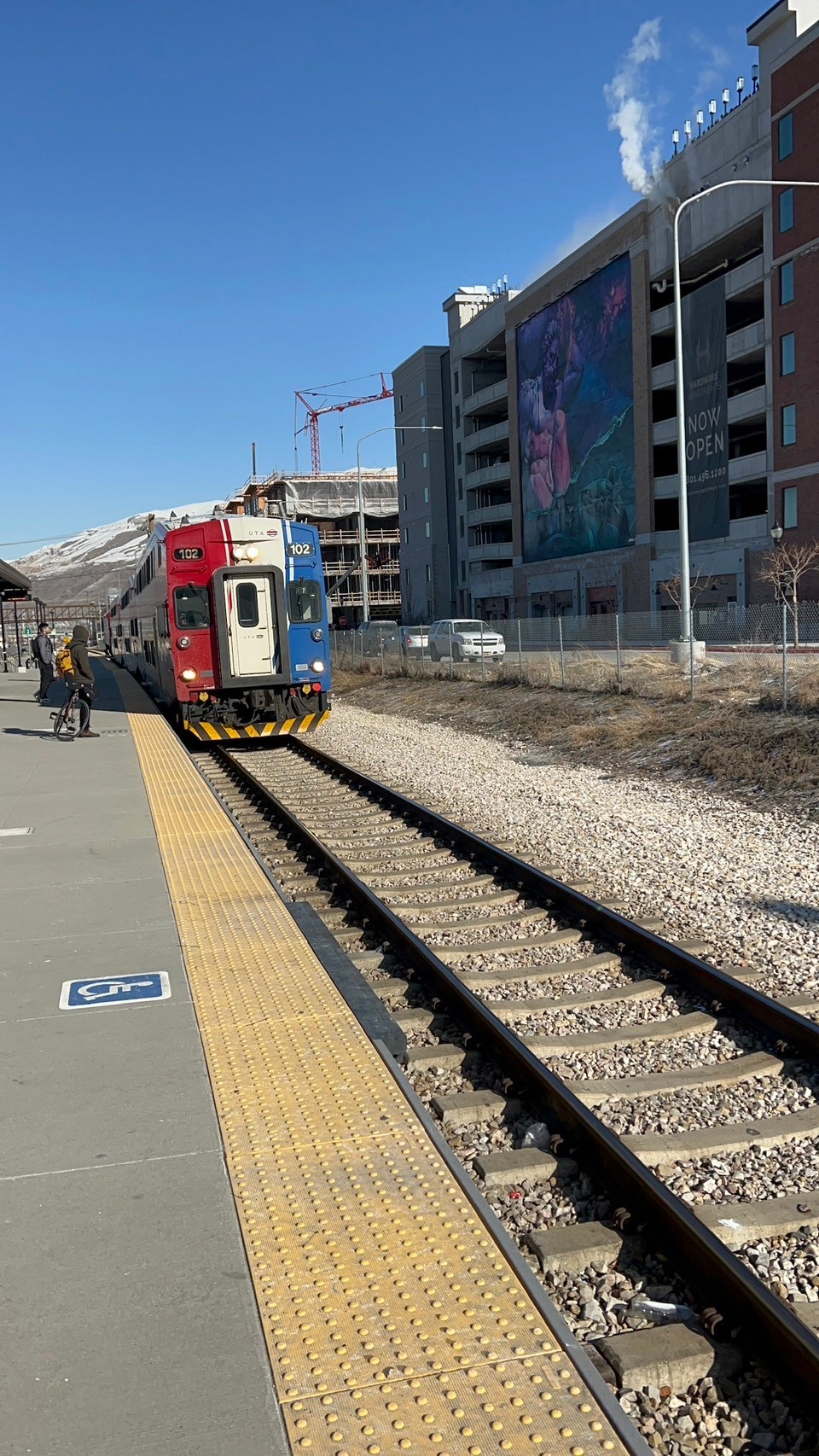
حشو فجوة المنصة التي ركبتها هيئة النقل في ولاية يوتا في محطة نورث تمبل فرونت رانر في مدينة سولت ليك يوليو 2024

قامت هيئة النقل في ولاية يوتا (يو تي إيه) بتثبيت حشوات فجوات المنصات في محطات مختلفة في جميع أنحاء جبهة واساتش داخل الولاية.

## توافق المعدات
في بعض أنظمة السكك الحديدية قد تحدث فجوات كبيرة بين المنصات (أفقيًا ورأسيًا) بسبب اختلاف معايير الارتفاع والعرض بين المعدات والمنصات والتي قد تكون غير متوافقة إلى حد ما. وقد يحدث هذا الوضع خاصةً عند دمج أنظمة السكك الحديدية المنفصلة سابقًا أو عند بدء التشغيل المتداخل مما يسمح بنقل المعدات إلى مسارات لم تُستخدم فيها من قبل.
في عام 2007 أشارت الشهادة العامة التي أدلى بها القائم بأعمال رئيس شركة لونغ آيلاند للسكك الحديدية إلى الحاجة إلى التفاعل مع خدمة الشحن وخدمات الركاب الأخرى مثل نيوجيرسي ترانزيت وأمتراك بالإضافة إلى مخزونها المتنوع من القطارات مما أدى إلى تعقيد وإبطاء الجهود المبذولة للتعامل مع مخاطر فجوة المنصة.:6–8

## عوامل مساهمة أخرى
تشمل المتغيرات الأخرى التي يمكن أن تزيد من فجوات المنصة تآكل السكك الحديدية وتآكل العجلات وحالة تعليق عربة السكك الحديدية وحمولة الركاب.:16يوجد تعقيد آخر يتمثل في الارتفاع الفائق وهو إمالة متعمدة لمسار السكة الحديدية للسماح بسفر أسرع حول المنحنيات. ويُعد هذا العامل ذا أهمية خاصة في الأنظمة التي تعمل فيها بعض القطارات السريعة (مثل قطارات أمتراك طويلة المدى) دون توقف عبر محطات محلية تقع على المنحنيات.:15وتؤدي سرعات المرور العالية أيضًا إلى زيادة تمايل عربات السكك الحديدية مما يتطلب مساحات خلوص مادية أكبر لتجنب الاصطدام بالمنصة.

## المواصفات والحدود

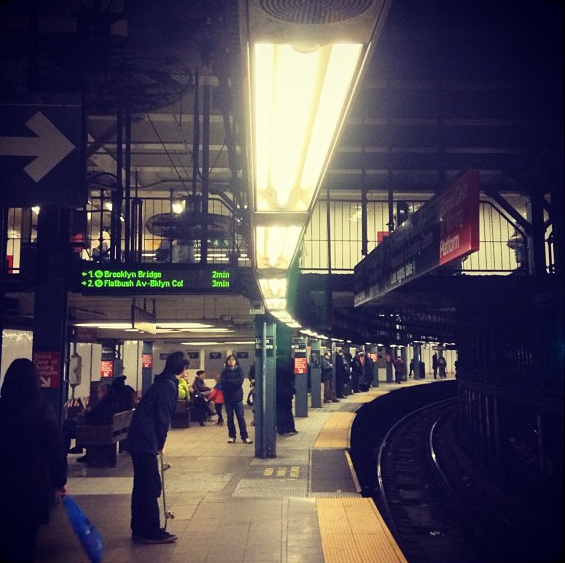
يتطلب الانحناء الشديد للمنصة المقعرة في شارع 14-يونيون سكوير حشو الفجوات على فترات منتظمة

في الولايات المتحدة يشترط قانون الأمريكيين ذوي الإعاقة أن تكون الأرصفة "سهلة الوصول إليها وقابلة للاستخدام من قِبل الأفراد ذوي الإعاقة بمن فيهم الأشخاص الذين يستخدمون الكراسي المتحركة (49 سي أف آر الجزء 37 الملحق أ 10.3.1 (9))". ومع ذلك لا تنطبق هذه القاعدة إلا على الإنشاءات الجديدة أو التجديدات الكبرى للمحطات. ويشير تقرير صدر عام 2009 لوزارة النقل في نيوجيرسي (نجدوت) إلى أن قواعد قانون الأمريكيين ذوي الإعاقة تنص على أنه "في المحطات ذات الأرصفة المرتفعة لا يجوز أن تكون هناك فجوة تزيد عن 3 بوصات أفقيًا و5/8 بوصة رأسيًا بين حافة الرصيف ومدخل عربة القطار. ومع ذلك لم يتمكن أي نظام سكك حديدية للركاب في الولايات المتحدة حاليًا من تحقيق ذلك دون استخدام "لوحات جسر" تعمل يدويًا.":2
اعتبارًا من 2007 أوصت الإدارة الفيدرالية للسكك الحديدية بالولايات المتحدة بالحدود القصوى لفجوة المنصة of 7–10 بوصة (18–25 سـم) و 10–13 بوصة (25–33 سـم) على منحنيات.:19

## التخفيف
قد تشمل التدابير المادية لتقليل فجوات المنصة إعادة محاذاة مسارات السكك الحديدية وإعادة محاذاة ألواح المنصة وتمديد حواف المنصة بألواح خشبية.:22–24قد تشمل التدابير التشغيلية "عزل" بعض عربات السكك الحديدية (عدم فتح أبواب معينة في المحطات التي بها مشاكل) ونقل مواقع توقف القطارات على طول رصيف طويل ونشر أفراد "موصل الرصيف" مؤقتًا لمساعدة الركاب.:25–27
في الأنظمة التي يتطابق فيها مستوى أرضية المركبة مع ارتفاع المنصة بدرجة كبيرة يمكن تركيب منصة قابلة للتمدد أسفل أبواب المركبة لتنفتح عند فتحها. هذا يقلل بدرجة كبيرة من الفجوة وعلى هذا من المخاطر عند صعود ونزول المركبات في المحطات أو المواقف. تُستخدم هذه الطريقة في مركبات بي آر423 إي أم يو الألمانية ومشتقاتها بما في ذلك الطراز الهولندي أس أل تي.
يمكن استخدام حملة توعية عامة باستخدام علامات حافة المنصة المميزة بصريًا والملصقات واللافتات وإعلانات السلامة العامة ومقاطع الفيديو على الويب لزيادة الوعي بالسلامة.:28–34يسرد موقع أم تي إيه طريق لونغ آيلاند للسكك الحديدية بعض الاحتياطات التي يجب على الركاب مراعاتها فيما يتعلق بفجوات المنصة.
أقرّ مقال في صحيفة الغارديان بأن بعض الركاب الذين سقطوا في فجوات بين الأرصفة كانوا ثملين في ذلك الوقت لكنه أشار إلى حوادث أخرى لم يكن فيها الضحايا يعانون من هذه الإعاقة. واشتكى الكاتب تحديدًا من فجوات يتراوح قياسها بين 46 إلى 51 سنتيمتر (18 إلى 20 بوصة) والتي تشكل تهديدات أمنية للأطفال وكبار السن وتستدعي تعديل المنصات الخطرة.

## نقد
في عام 1865 أصدر معهد فرانكلين تقريرًا عن "الخسائر المتكررة في الأرواح التي تحدث على أرصفة المحطة" وذكر أنه "يجب بناء الأرصفة حتى مستوى أرضية العربات وأنه لا ينبغي أن توجد مساحة خطيرة بين الرصيف والعربات".
حدد تقرير أمريكي صدر عام 2009 عوامل خطر الإصابة في فجوة المنصة بما في ذلك "الحركة وكبار السن والإعاقات (ضعف البصر) ومرافقة الأطفال الصغار أو الحوادث التي تحدث للأطفال الصغار وسلوك الركاب الآخرين مثل الدفع أو التدافع وحمل الأمتعة وغيرها من المواد والكحول وحالة المنصة المتدهورة مثل الازدحام والمنصات المبللة أو المنصات غير المستوية ومسافات الخطوات".:5
في عام 2023 صرّح غاريث دينيس المحاضر في أنظمة النقل البريطانية والمؤسس المشارك لحملة "الركوب المستوي" في المملكة المتحدة بأن تحقيق الصعود المستوي "يجب أن يكون هدفًا أساسيًا" لأي مشغل وأنه "من غير المقبول" أن يقلق الركاب بشأن وجود موظف مع منحدر في وجهتهم. وانتقد دينيس "سوء اتخاذ القرارات" في مشروع كروسريل في لندن الذي حدد ارتفاعات جديدة لأرضيات محطات خط إليزابيث في وسط المدينة عند مستوى أرضية القطار بينما بقيت أرصفة الضواحي الخارجية على ارتفاعها السابق أي أقل بحوالي 200 ملم: "لقد حشر هذا الخط الحديدي الجديد نفسه في مأزق دائم لتقديم خدمة يصعب الوصول إليها".

## الحوادث والوقائع
وقعت حادثةٌ ذات مرة بين روبرت تود لينكولن (ابن الرئيس الأمريكي أبراهام لينكولن) وفجوةٍ في رصيفٍ بمدينة جيرسي سيتي بنيوجيرسي خلال الحرب الأهلية الأمريكية. أثناء انتظاره على رصيفٍ مزدحمٍ للقطار دُفع روبرت لينكولن باتجاه القطار فبدأ القطار بالتحرك مما أدى إلى سقوط قدميه في الفجوة. ونجا من إصابةٍ خطيرةٍ أو حتى الموت بفضل التدخل السريع للممثل الشهير إدوين بوث الذي اغتال شقيقه جون ويلكس بوث الرئيس لينكولن لاحقًا.
في عام 2014 أفادت إحدى خدمات الأخبار في مومباي بالهند عن عدة حوادث خطيرة لتشويه فجوة المنصة ووفاة في غضون بضعة أشهر وعُزيت معظمها إلى ظروف الازدحام. في عام 2015 شهدت سنغافورة حادثتين على الأقل لتشويه فجوة المنصة والتي حلوها في النهاية ولكنها تسببت في اضطرابات كبيرة في خدمة ساعة الذروة.
في عام 2014 في بيرث بأستراليا وقع حادثٌ سقط فيه رجلٌ بين الرصيف والقطار ولم يستطع تحرير ساقه لأن الفجوة كانت ضيقةً جدًا. قام ركابٌ آخرون بـ"هزّ" العربة جانبيًا لزيادة الفجوة مما سمح للضحية بالنجاة.
في عام 2022 في دوفادا بالهند صدم الباب فتاة كانت تقف عند باب النزول بسبب هزة مفاجئة وسقطت في الفجوة بين الحافلة والمنصة. ومع جهود الإنقاذ الفورية التي أطلقتها السلطات لتحريرها استغرق الأمر قرابة ساعة لقطع المنصة ونقلها إلى المستشفى. وأدت إصابات أعضائها الداخلية إلى وفاتها في غضون يوم واحد.

## روابط خارجية
- Devadoss، Rajkumar؛ Ahmad، Shan Sanjar؛ Raman، Dhamodharan (2012). "Platform-train interface for rail passengers – a technology review" (PDF). humanrights.gov.au. Brisbane, Queensland, Australia: CRC for Rail Innovation, Central Queensland University. مؤرشف من الأصل (PDF) في 2024-03-13. اطلع عليه بتاريخ 2015-09-25.
- London Underground platform gaps